# (2804) Yrjö
(2804) Yrjö est un astéroïde de la ceinture principale.

## Description
(2804) Yrjö est un astéroïde de la ceinture principale. Il fut découvert le 19 avril 1941 à Turku par Liisi Oterma. Il fut nommé en honneur de Yrjö Väisälä. Il présente une orbite caractérisée par un demi-grand axe de 3,01 UA, une excentricité de 0,08 et une inclinaison de 11,2° par rapport à l'écliptique.

## Compléments